# Fermo (tỉnh)
Tỉnh Fermo là một tỉnh được thành lập năm 2004 và là tỉnh thứ năm của vùng Marche. Tỉnh này sẽ chính thức ra đời và hoạt động năm 2009. Tỉnh lỵ sẽ là thành phố Fermo (dân số 35.502 theo cuộc điều tra dân số năm 2001). Các thành phố lớn khác (comuni) có Porto Sant'Elpidio (22.752), Porto San Giorgio (15.869), Sant'Elpidio a Mare (15.332), và Montegranaro (12.860).
Theo điều tra dân số năm 2001 40 comuni dự kiến tạo thành tỉnh này sẽ có 166.218 người và diện tích 859,51 km². Tất cả các comuni này hiện đang thuộc tỉnh Ascoli Piceno. 